# Онойко, Ольга Викторовна
О́льга Ви́кторовна Оно́йко (род. 21 июля 1984 года)  — российский писатель-фантаст. Лауреат премий «Дебют» (2007) и поощрительной премии Европейского общества научной фантастики молодому автору (2009).

## Биография
Ольга Онойко родилась 21 июля 1984 года в Москве. В 2007 году закончила ГМПИ им. М. М. Ипполитова-Иванова по специальности «музыковедение». Работала преподавателем музыкально-теоретических дисциплин. 
Дебютировала в 2005 году в издательстве «Лениздат» романом «Доминирующая раса» под псевдонимом Олег Серёгин. В 2007 году в том же издательстве вышло продолжение романа под названием «Дикий порт».
В 2007 году третий роман Ольги Онойко «Хирургическое вмешательство» получил премию «Дебют» в номинации «Фантастика». Эта и последующие книги автора выходили под настоящей фамилией.
В 2009 году Ольга Онойко получила поощрительную премию Европейского общества научной фантастики молодому автору (ESFS Encouragement Award). На премию писательницу выдвинула делегация Украины.

### Романы
- 2005 — «Доминирующая раса»
- 2007 — «Дикий порт»
- 2007 — «Хирургическое вмешательство»
- 2009 — «Дети немилости»
- 2012 — «Море имён»
- 2016 — «Море вероятностей»

### Повести
- 2010 — «Лётчик и девушка»
- 2014 — «Некромантисса»
- 2018 — «ХроноРоза»

### Рассказы
- 2007 — «Дом за пустырём»
- 2008 — «Образ жизни»
- 2009 — «Исполнитель»
- 2012 — «Север Москвы»

## Премии
- 2007 — Премия «Дебют» в номинации «Фантастика» за роман «Хирургическое вмешательство»;[2]
- 2009 — ESFS Encouragement Award — премия Европейского общества научной фантастики;[3]
- 2011 — Премия фестиваля фантастики «Дни фантастики в Киеве» в номинации «Лучшая повесть» за повесть «Лётчик и девушка».[4]
- 2013 — Премия «Странник» в номинации «Лучший сюжет» за роман «Море Имён».[5]